# Matt Damon
Matthew Paige Damon (Cambridge, Massachusetts, 1970. október 8. –) Oscar- és Golden Globe-díjas amerikai színész, forgatókönyvíró.
A Good Will Hunting (1997) forgatókönyvéért, melyet Ben Affleckkel közösen írt, Oscar-díjat nyert, továbbá jelölték a legjobb férfi főszereplő kategóriában is. Az 1997-es siker óta folyamatosan nő a népszerűsége, számtalan A-listás színész oldalán tűnt fel élvonalbeli produkciókban, s ma Hollywood első számú színészei között tartják számon.
Damon feleségével, Luciana Bozán Barrosoval három gyermeket nevel, két közös, valamint Barroso előző házasságából született lányát. Számos színészi díj birtokosaként Damon az első huszonöt színész között szerepel, akiknek filmjei a legmagasabb bevételt érték el. Aktív szerepvállalója több jótékonysági szervezetnek, köztük a ONE Campaign and H2O Africa Foundationnek.

## Fiatalkora
Matt Damon a massachusettsi Cambridge-ben született Kent Telfer Damon tőzsdeügynök, ingatlanügynök és adóügyi dolgozó, illetve Nancy Carlsson-Paige, a Lesley University kisgyermek-oktató professzorasszonyának fiaként. Egy a Mail on Sundaynek adott interjúban Damon elmondta, hogy nagyapja a „leglenyűgözőbb ember, akit csak ismer”, kijelentve: „egy nagyon büszke finn ember, aki sosem fogadna el segítséget senkitől. Kisgyermekként érkezett Amerikába, a gazdasági válság idején nőtt fel és cipőket árult. Mindig arról mesélt nekünk, hogyan tett szert egy három és fél centes béremelésre, s hogy ez milyen hihetetlen sikerélmény volt. Kivételes ember.” Damon testvére, Kyle, képzett szobrász és művész. A család Matt élete első két évében Newtonban élt, szülei válása után pedig a fiúk édesanyjukkal Cambridge-be költöztek.
Damon Ben Affleck színész és Howard Zinn történész és író szomszédságában nőtt fel. Damon beledolgozta Zinn közkedvelt, az A People's History of the United States című könyvét a Good Will Hunting szövegkönyvébe, azzal a kommentárral, „Ez a könyv seggreültet.” Később Damon volt a narrátora Zinn saját életrajzi filmjének, a You Can't Be Neutral on a Moving Trainnek, illetve az A People's History of the United States audiováltozatának.
Damon Cambridge egyetlen nyilvános iskolájában, a Cambridge Rindge and Latin Schoolban tanult, s ezalatt fellépett több színházi produkcióban. 1988-ban végezte el az iskolát, s még ebben az évben a Harvard Egyetem hallgatója lett. 1992-ben fejezhette volna be itt tanulmányait, azonban a színészet iránti érdeklődése miatt elmaradozott az órákról. Ekkoriban szerepelt a TNT csatorna Rising Son című tévéfilmjében és komoly szerepet kapott a Vágyak vonzásában című drámában. A harvardi években az angolra koncentrált és a Lowell House-ban lakott. Alapvetően nem vett részt a diák-színjátszásban, de feltűnt az A… My Name is Alice-ben (a három közül az egyik férfiszerepben, amit gyakorta játszanak nők). Damon otthagyta az egyetemet a diploma megszerzése nélkül, hogy Los Angelesben folytathassa színészi pályáját, mivel úgy hitte, a Geronimo: Az amerikai legenda nagy sikereket fog elérni, ami azonban végül nem történt meg.

## Pályafutása
Damon első filmszerepét 1988-ban, 16 évesen kapta; a Pizzavarázs című romantikus komédiában egyetlen sornyi szövege volt. Több kisebb feltűnés után a Geronimo: Az amerikai legenda jelentett komoly feladatot Gene Hackman és Jason Patric oldalán. Ezt követően heroinfüggő katonaként volt látható A bátrak igazsága (1996) című háborús filmben. A szerepért 18 kg-ot kellett leadnia 100 nap alatt (mindössze két napi forgatásért). A maga által előírt diéta és testedzés eredményét látva a forgatás után azt mondták Damonnek, szerencsés, hogy nem lett szívösszehúzódása. Több évi gyógykezelésre szorult a mellékveséjét ért stressz miatt, de ennek ellenére azt nyilatkozta, mindez megérte azért, hogy kellőképpen játszhassa el a szerepet, s az iparnak is bizonyítsa elkötelezettségét.

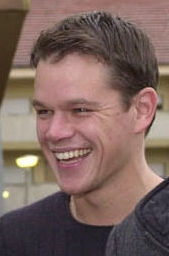
Matt Damon a törökországi Incirlik légitámaszponton, 2001. december 7.

Damon és közeli barátja, egyben gyakori szereplőtársa, Ben Affleck kiötlött egy fiatal matekzseniről szóló filmdrámát, amellyel körbejárták Hollywoodot. Rob Reiner író-rendező-színész, William Goldman forgatókönyvíró és barátjuk, Kevin Smith író-rendező tanácsára változtattak a szkripten, ami így arra koncentrált, hogyan próbál egy matematikai lángelme boldogulni a világban. A könyvből végül a Good Will Hunting lett. A film kilenc Oscar-jelölést kapott, amiből a Damon–Affleck páros díjban is részesült a legjobb eredeti forgatókönyv kategóriában. Damont ezen felül színészi játékáért is jelölték a díjra, ám az aranyszobrot Jack Nicholson kapta meg a Lesz ez még így se című filmért. Damon és Affleck fizetsége a forgatókönyvért 500 ezer dollár volt fejenként, a film maga pedig több, mint 100 millió dollárt hozott a mozipénztáraknál. Miután látta a filmet, Steven Spielberg beválasztotta Damont a második világháborús Ryan közlegény megmentése szereplőgárdájába. Damon és Affleck később saját magukat és díjnyertes alkotásukat parodizálták Kevin Smith Jay és Néma Bob visszavág című filmjében.
Damon Affleckkel és Chris Moore-ral karöltve megalapította a Project Greenlightot, hogy újonc filmesek érdemes munkáit felfedezzék és finanszírozzák. A filmprojektek elkészítését dokumentálják is; a televízióban sugárzott sorozatot három alkalommal jelölték Emmy-díjra.
Damon szerepválasztásai széles skálán mozognak műfajok és karakterek tekintetében is: játszott biszexuális gyilkost A tehetséges Mr. Ripleyben, amiért Golden Globe-ra jelölték, társával popkultúráról és intellektuális témákról diskuráló bukott angyalt a Dogmában (amiben újfent együtt szerepelt Ben Affleckkel), és összenőtt ikerpár egyik felét a Túl közeli rokonban. 2002-ben Casey Affleckkel és Gus Van Santtal készítette el a kevés párbeszédet tartalmazó, kisköltségvetésű kísérleti filmet, a Gerryt, amiben társíróként és vágóként is közreműködött. Damon két nagy filmfranchise részese volt. Megformálta az amnéziás gyilkos ügynököt, Jason Bourne-t A Bourne-rejtély, A Bourne-csapda és A Bourne-ultimátum rendkívüli sikeres akciófilm-hármasban, illetve eljátszotta az ifjú, optimista tolvajt, Linus Caldwellt Steven Soderbergh irányítása alatt, többek között George Clooney és Brad Pitt oldalán az Ocean's Eleven című remake-ben, illetve két folytatásában, az Ocean's Twelve-ben és az Ocean's Thirteenben.
További jelentős szerepei között találjuk Wilhelm Grimm személyének fikcionalizált változatát Terry Gilliam Grimm című fantasy-kalandfilmjében és az energetikai elemző Bryan Woodmant a Sziriánában. Nemrégiben játszotta el Robert De Niro Az ügynökségének főszerepét, egy CIA-ügynököt, illetve egy beépített maffiózót a bostoni rendőrségnél Martin Scorsese négy Oscar-díjat nyert rendezésében, A téglában.
2007-ben azon pletyka kapott szárnyra, hogy J. J. Abrams producer Damont szeretné James T. Kirk szerepére a tizenegyedik Star Trek-mozifilmben. Damon 2007. július 20-án tájékoztatta az IGN-t, hogy nem lesz benne a filmben, mivel a rendező valaki fiatalabbat szeretne, s a róla szóló spekulációk csupán internetes pletykák.
A Margaret című drámában Mr. Aaron szerepében tűnt fel. Szerepet kapott Clint Eastwood Nelson Mandela-életrajzában, az Invictusban, amelynek bemutatójára 2009-ben került sor.
A filmek, melyekben Damon vezető szerepben tűnt fel, 1,92 milliárd dollárt hoztak az észak-amerikai mozikasszáknál, s 2,28 milliárdot, ha azokat a filmeket is kalkuláljuk, amikben csak kisebb szerepe volt. Ezzel Damon egyike minden idők 25 legnagyobb bevételt elérő színészeinek. 2007 augusztusában a Forbes magazin készített egy listát, aminek keretében arról vetnek számot, mely színészek filmjei érték el a legmagasabb bevételt a gázsijukhoz viszonyítva. E kalkulációból Damon került ki első helyen, vagyis a vizsgált aktorok közül ő legbiztosabb befektetés Hollywoodban 2007-ben: minden neki fizetett egy dollárra 29 dollár jut utolsó három filmje bevételéből.

## Magánélete
Damonnek több színésznővel is volt kapcsolata karrierje során. Három évig alkotott egy párt Winona Ryderrel. Találkozgatott Odessa Whitmire-rel, aki 2001 és 2003 között Billy Bob Thornton és Ben Affleck személyi asszisztense volt. Good Will Hunting-beli partnernőjével, Minnie Driverrel is volt viszonya.
Damon Miamiban találkozott az argentin születésű Luciana Bozan Barrosóval, ahol a nő bárpultosként dolgozott. 2005. december 9-én, privát keretek között házasodtak össze a New York City Hallban. Damon így mostohaapja lett Barroso előző házasságából született lányának, Alexiának. A pár első közös gyermeke, Isabella, 2006. június 11-én látta meg a napvilágot. Második gyermekük, Gia Zavala pedig 2008. augusztus 20-án született.

## Karitatív tevékenysége
Damon, gyakori filmbéli partnereivel, George Clooneyval és Brad Pittel együtt a ONE kampány támogatója, ami az AIDS és a harmadik világ országaiban jelenlévő szegénység ellen küzd. Damon feltűnt nyomtatott és tévéreklámjaikban egyaránt.
Tagja a GreenDimes.com tanácsának, amely szervezet arra tesz kísérletet, hogy visszaszorítsák a reklámleveleket, amikből naponta tonnányit kézbesítenek az amerikai otthonokba. A 2007. április 20-i megjelenésekor a The Oprah Winfrey Showban Damon népszerűsítette a szervezet arra irányuló erőfeszítéseit, hogy megakadályozzák a fák kivágását ezen levelek és borítékok legyártásáért.
Damon az egyik alapítója a Not On Our Watchnak, ami a darfuri és hasonló tömegkonfliktusok megállítására és megelőzésére fókuszál. Tagok továbbá George Clooney, Brad Pitt, Don Cheadle és Jerry Weintraub is. Damon szintén alapítója a H20 Africa Foundationnek, a Running the Sahara expedíció karitatív szervezetének.

## Filmográfia

### Film

#### Író és producer
| Év   | Magyar cím                             | Eredeti cím                  | Feladatkör | Feladatkör | Megjegyzések   |
| Év   | Magyar cím                             | Eredeti cím                  | Író        | Producer   | Megjegyzések   |
| ---- | -------------------------------------- | ---------------------------- | ---------- | ---------- | -------------- |
| 1997 | Good Will Hunting                      | Good Will Hunting            | Igen       | Nem        |                |
| 2002 | Gerry                                  | Gerry                        | Igen       | Nem        | vágó           |
| 2002 | Ellopott nyár                          | Stolen Summer                | Nem        | Igen       |                |
| 2002 |                                        | The Third Wheel              | Nem        | Vezető     |                |
| 2002 |                                        | Speakeasy                    | Nem        | Vezető     |                |
| 2003 | Háborúzni mentem, Kelly!               | The Battle of Shaker Heights | Nem        | Vezető     |                |
| 2005 | A dög                                  | Feast                        | Nem        | Vezető     |                |
| 2007 | A Szahara átfutása                     | Running the Sahara           | Nem        | Vezető     | dokumentumfilm |
| 2009 |                                        | The People Speak             | Nem        | Vezető     | dokumentumfilm |
| 2010 |                                        | The People Speak UK          | Nem        | Vezető     | dokumentumfilm |
| 2012 | Ígéret földje                          | Promised Land                | Igen       | Igen       |                |
| 2016 | A régi város                           | Manchester by the Sea        | Nem        | Igen       |                |
| 2016 | Jason Bourne                           | Jason Bourne                 | Nem        | Igen       |                |
| 2017 | Bend the Arc – Egészség határok nélkül | Bending the Arc              | Nem        | Vezető     | dokumentumfilm |
| 2021 | Az utolsó párbaj                       | The Last Duel                | Igen       | Igen       |                |
| 2023 | Air – Harc a legendáért                | Air                          | Nem        | Igen       |                |
| 2024 |                                        | Small Things like These      | Nem        | Igen       |                |
| 2024 | A felbujtók                            | The Instigators              | Nem        | Igen       |                |
| 2024 | Nincs lehetetlen                       | Unstoppable                  | Nem        | Vezető     |                |
| 2025 |                                        | Kiss of the Spider Woman     | Nem        | Vezető     |                |

#### Színész
| Év   | Magyar cím                               | Eredeti cím                      | Szerep                       | Magyar hang       | Rendező                   |
| ---- | ---------------------------------------- | -------------------------------- | ---------------------------- | ----------------- | ------------------------- |
| 1988 | Pizzavarázs – Mystic Pizza               | Mystic Pizza                     | Steamer                      |                   | Donald Petrie             |
| 1988 | Két szülő közt                           | The Good Mother                  | statiszta                    |                   | Leonard Nimoy             |
| 1989 | Baseball álmok                           | Field of Dreams                  | statiszta                    |                   | Phil Alden Robinson       |
| 1992 | Vágyak csapdájában                       | School Ties                      | Charlie Dillon               | Simonyi Balázs    | Robert Mandel             |
| 1993 | Geronimo: Az amerikai legenda            | Geronimo: An American Legend     | Britton Davis hadnagy        | Zalán János       | Walter Hill               |
| 1995 |                                          | Glory Daze                       | Edgar Pudwhacker             |                   | Rich Wilkes               |
| 1996 | A bátrak igazsága                        | Courage Under Fire               | Ilario, specialista          | Fekete Zoltán     | Edward Zwick              |
| 1997 | Comic strip – Képtelen képregény         | Chasing Amy                      | Shawn Oran, stúdióvezető     | Janovics Sándor   | Kevin Smith (1.)          |
| 1997 | Az esőcsináló                            | The Rainmaker                    | Rudy Baylor                  | Széles Tamás      | Francis Ford Coppola (1.) |
| 1997 | Good Will Hunting                        | Good Will Hunting                | Will Hunting                 | Stohl András      | Gus Van Sant (1.)         |
| 1998 | Ryan közlegény megmentése                | Saving Private Ryan              | James Francis Ryan közlegény | Stohl András      | Steven Spielberg          |
| 1998 | Pókerarcok                               | Rounders                         | Mike McDermott               | Stohl András      | John Dahl                 |
| 1999 | Dogma                                    | Dogma                            | Loki                         | Dévai Balázs      | Kevin Smith (2.)          |
| 1999 | A tehetséges Mr. Ripley                  | The Talented Mr. Ripley          | Tom Ripley                   | Stohl András      | Anthony Minghella         |
| 2000 | Titán – Időszámításunk után              | Titan A. E.                      | Cale Tucker (hangja)         | Fesztbaum Béla    | Don Bluth                 |
| 2000 | Titán – Időszámításunk után              | Titan A. E.                      | Cale Tucker (hangja)         | Fesztbaum Béla    | Gary Goldman              |
| 2000 | Bagger Vance legendája                   | The Legend of Bagger Vance       | Rannulph Junuh               | Stohl András      | Robert Redford            |
| 2000 | Fedezd fel Forrestert!                   | Finding Forrester                | Steven Sanderson (cameo)     | Takátsy Péter     | Gus Van Sant (2.)         |
| 2000 | Vad lovak                                | All the Pretty Horses            | John Grady Cole              | Markovics Sándor  | Billy Bob Thornton        |
| 2001 | Jay és Néma Bob visszavág                | Jay and Silent Bob Strike Back   | önmaga (cameo)               | Kaszás Gergő      | Kevin Smith (3.)          |
| 2001 | Ocean’s Eleven – Tripla vagy semmi       | Ocean's Eleven                   | Linus Caldwell               | Stohl András      | Steven Soderbergh (1.)    |
| 2001 | Mi lenne, ha?                            | The Majestic                     | Luke Trimble (hangja)        | Rátóti Zoltán     | Frank Darabont            |
| 2002 | Gerry                                    | Gerry                            | Gerry                        | Csőre Gábor       | Gus Van Sant (3.)         |
| 2002 | Szilaj, a vad völgy paripája             | Spirit: Stallion of the Cimarron | Szilaj (hangja)              | Lippai László     | Kelly Asbury              |
| 2002 | Szilaj, a vad völgy paripája             | Spirit: Stallion of the Cimarron | Szilaj (hangja)              | Lippai László     | Lorna Cook                |
| 2002 |                                          | The Third Wheel                  | Kevin (cameo)                |                   | Jordan Brady              |
| 2002 | A Bourne-rejtély                         | The Bourne Identity              | Jason Bourne                 | Széles Tamás      | Doug Liman (1.)           |
| 2002 | Egy veszedelmes elme vallomásai          | Confessions of a Dangerous Mind  | Matt, agglegény (cameo)      | nem szólal meg    | George Clooney (1.)       |
| 2003 | Túl közeli rokon                         | Stuck on You                     | Bob Tenor                    | Stohl András      | Peter és Bob Farrelly     |
| 2004 | Eurotúra                                 | EuroTrip                         | Donny (cameo)                | Stohl András      | Jeff Schaffer             |
| 2004 | Apja lánya                               | Jersey Girl                      | PR vezető(cameo)             | Stohl András      | Kevin Smith (4.)          |
| 2004 | A Bourne-csapda                          | The Bourne Supremacy             | Jason Bourne                 | Széles Tamás      | Paul Greengrass (1.)      |
| 2004 | Ocean’s Twelve – Eggyel nő a tét         | Ocean's Twelve                   | Linus Caldwell               | Stohl András      | Steven Soderbergh (2.)    |
| 2005 | Grimm                                    | The Brothers Grimm               | Wilhelm Grimm                | Stohl András      | Terry Gilliam (1.)        |
| 2005 | Sziriána                                 | Syriana                          | Bryan Woodman                | Stohl András      | Stephen Gaghan            |
| 2006 | A tégla                                  | The Departed                     | Colin Sullivan őrmester      | Stohl András      | Martin Scorsese           |
| 2006 | Az ügynökség                             | The Good Shepherd                | Edward Wilson                | Stohl András      | Robert De Niro            |
| 2007 | Ocean’s Thirteen – A játszma folytatódik | Ocean's Thirteen                 | Linus Caldwell               | Stohl András      | Steven Soderbergh (3.)    |
| 2007 | A Bourne-ultimátum                       | The Bourne Ultimatum             | Jason Bourne                 | Széles Tamás      | Paul Greengrass (2.)      |
| 2007 | Csalóka ifjúság                          | Youth Without Youth              | Ted Jones tudósító           |                   | Francis Ford Coppola (2.) |
| 2008 | Che (2. rész)                            | Che                              | Schwarz atya                 | Stohl András      | Steven Soderbergh (4.)    |
| 2008 | Ponyo a tengerparti sziklán              | Ponyo                            | Kóicsi (hangja)              |                   | Mijazaki Hajao            |
| 2009 | Az informátor!                           | The Informant!                   | Mark Whitacre                | Stohl András      | Steven Soderbergh (5.)    |
| 2009 | Invictus – A legyőzhetetlen              | Invictus                         | Francois Pienaar             | Stohl András      | Clint Eastwood (1.)       |
| 2010 | Zöld zóna                                | Green Zone                       | Roy Miller törzszászlós      | Stohl András      | Paul Greengrass (3.)      |
| 2010 | Azután                                   | Hereafter                        | George Lonegan               | Stohl András      | Clint Eastwood (2.)       |
| 2010 | A félszemű                               | True Grit                        | LaBoeuf Texas Ranger         | Stohl András      | Joel Coen                 |
| 2010 | A félszemű                               | True Grit                        | LaBoeuf Texas Ranger         | Stohl András      | Ethan Coen (1.)           |
| 2011 | Sorsügynökség                            | The Adjustment Bureau            | David Norris                 | Stohl András      | George Nolfi              |
| 2011 | Fertőzés                                 | Contagion                        | Mitch Emhoff                 | Stohl András      | Steven Soderbergh (6.)    |
| 2011 | Margaret                                 | Margaret                         | Mr. Aaron                    | Stohl András      | Kenneth Lonergan          |
| 2011 | Táncoló talpak 2.                        | Happy Feet Two                   | Bill, a krill (hangja)       | Nagy Ervin        | George Miller             |
| 2011 | Az igazi kaland                          | We Bought a Zoo                  | Benjamin Mee                 | Kaszás Gergő      | Cameron Crowe             |
| 2012 | Ígéret földje                            | Promised Land                    | Steve Butler                 | Stohl András      | Gus Van Sant (4.)         |
| 2013 | Túl a csillogáson                        | Behind the Candelabra            | Scott Thorson                | Stohl András      | Steven Soderbergh (7.)    |
| 2013 | Elysium – Zárt világ                     | Elysium                          | Max Da Costa                 | Stohl András      | Neill Blomkamp            |
| 2013 | A zéró elmélet                           | The Zero Theorem                 | Vezető                       | Stohl András      | Terry Gilliam (2.)        |
| 2014 | Műkincsvadászok                          | The Monuments Men                | James Granger                | Stohl András      | George Clooney (2.)       |
| 2014 | Csillagok között                         | Interstellar                     | Dr. Mann                     | Stohl András      | Christopher Nolan (1.)    |
| 2015 | Mentőexpedíció                           | The Martian                      | Mark Watney                  | Stohl András      | Ridley Scott (1.)         |
| 2016 | Jason Bourne                             | Jason Bourne                     | Jason Bourne                 | Széles Tamás      | Paul Greengrass (4.)      |
| 2016 | A Nagy Fal                               | The Great Wall                   | William Garin                | Stohl András      | Csang Ji-mou              |
| 2017 | Kicsinyítés                              | Downsizing                       | Paul Safranek                | Stohl András      | Alexander Payne           |
| 2017 | Suburbicon – Tiszta udvar, rendes ház    | Suburbicon                       | Gardner Lodge                | Stohl András      | George Clooney (3.)       |
| 2017 | Thor: Ragnarök                           | Thor: Ragnarok                   | színész Loki (cameo)         | Stohl András      | Taika Waititi (1.)        |
| 2018 | Tébolyult                                | Unsane                           | Ferguson nyomozó (cameo)     | Sarádi Zsolt      | Steven Soderbergh (8.)    |
| 2018 | Deadpool 2.                              | Deadpool 2                       | suttyó (cameo)               | Dézsy Szabó Gábor | David Leitch              |
| 2018 | Deadpool 2.                              | Deadpool 2                       | suttyó (cameo)               | Stohl András      | David Leitch              |
| 2019 | Az aszfalt királyai                      | Ford v Ferrari                   | Carroll Shelby               | Stohl András      | James Mangold             |
| 2019 | Jay és Néma Bob Reboot                   | Jay and Silent Bob Reboot        | Loki (cameo)                 |                   | Kevin Smith (5.)          |
| 2021 | Semmi hirtelen mozdulat                  | No Sudden Move                   | Mike Lowen / Mr. Big (cameo) | Stohl András      | Steven Soderbergh (9.)    |
| 2021 | Stillwater – A lányom védelmében         | Stillwater                       | Bill Baker                   | Stohl András      | Tom McCarthy              |
| 2021 | Az utolsó párbaj                         | The Last Duel                    | Jean de Carrouges            | Stohl András      | Ridley Scott (2.)         |
| 2022 | Thor: Szerelem és mennydörgés            | Thor: Love and Thunder           | színész Loki (cameo)         | Stohl András      | Taika Waititi (2.)        |
| 2023 | Air – Harc a legendáért                  | Air                              | Sonny Vaccaro                | Stohl András      | Ben Affleck               |
| 2023 | Oppenheimer                              | Oppenheimer                      | Leslie Groves                | Stohl András      | Christopher Nolan (2.)    |
| 2024 | Szökevény csajok                         | Drive-Away Dolls                 | Channel szenátor             |                   | Ethan Coen (2.)           |
| 2024 | Képzeletbeli barátok                     | IF                               | Napcsi (hangja)              | Stohl András      | John Krasinski            |
| 2024 | A felbujtók                              | The Instigators                  | Rory                         | Stohl András      | Doug Liman (2.)           |

Dokumentumfilmek

### Televízió
| Év        | Magyar cím                  | Eredeti cím                 | Szerep                               | Megjegyzések                 |
| --------- | --------------------------- | --------------------------- | ------------------------------------ | ---------------------------- |
| 1990      | Apa és fia                  | Rising Son                  | Charlie Robinson                     | tévéfilm                     |
| 1995      | Régi jó cimborák            | The Good Old Boys           | Cotton Calloway                      | tévéfilm                     |
| 2001–2015 |                             | Project Greenlight          | önmaga                               | vezető producer              |
| 2002      |                             | Push, Nevada                | nem szerepel                         | vezető producer              |
| 2002      |                             | The Bernie Mac Show         | önmaga                               | 1 epizód                     |
| 2002      | Will és Grace               | Will & Grace                | Owen                                 | 1 epizód                     |
| 2002–2018 | Saturday Night Live         | Saturday Night Live         | önmaga / házigazda / Brett Kavanaugh | 3 epizód                     |
| 2003–2014 | A civilizáció árnyoldalai   | Journey to Planet Earth     | narrátor                             | dokumentumsorozat (9 epizód) |
| 2006–     |                             | Jimmy Kimmel Live!          | önmaga                               | talk show                    |
| 2007      | Arthur                      | Arthur                      | önmaga (hangja)                      | 1 epizód                     |
| 2009      | Törtetők                    | Entourage                   | önmaga                               | 1 epizód                     |
| 2010      |                             | Cubed                       | önmaga                               | 1 epizód                     |
| 2010–2011 | A stúdió                    | 30 Rock                     | Carol Burnett                        | 4 epizód                     |
| 2013      | Gátlástalanok               | House of Lies               | önmaga                               | 1 epizód                     |
| 2014      | Pusztuló jelen, vészes jövő | Years of Living Dangerously | önmaga                               | dokumentumsorozat (1 epizód) |
| 2015      | A felső tízezer             | The Leisure Class           | nem szerepel                         | tévéfilm, vezető producer    |
| 2016      |                             | The Runner                  | nem szerepel                         | vezető producer              |
| 2016      |                             | Incorporated                | nem szerepel                         | vezető producer              |
| 2019      | Város a hegyen              | City on a Hill              | nem szerepel                         | vezető producer              |
| 2024      | A szabadság illata          | We Were the Lucky Ones      | nem szerepel                         | vezető producer              |

## Díjak és jelölések
(az évszámok az átadási ceremónia idejét jelölik)

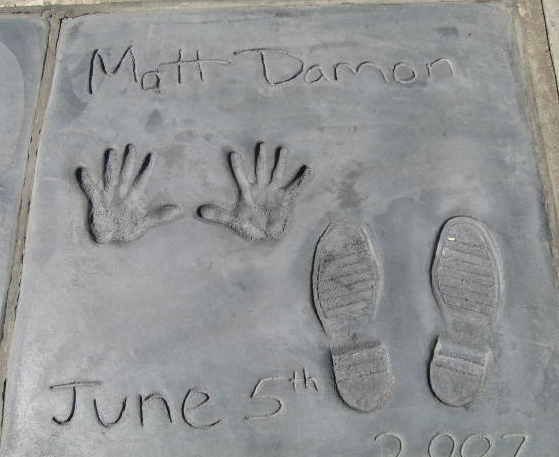
Damon kéz- és láblenyomata a Grauman’s Chinese Theatre előtt

- Damon a Good Will Huntingért kapott díjainak sora hosszú listát mutat, melyek javát Ben Affleckkel közösen vehette át. A trófeák között szerepel az Oscar-díj a legjobb eredeti forgatókönyvért, illetve egy jelölés a férfi főszereplő kategóriában.
- 2007. július 25-én Damon lett a 2343. személy, aki csillagot kapott a Hollywoodi Hírességek Sétányán (Hollywood Walk of Fame).
- Damont négy alkalommal jelölték a Screen Actors Guild díjára és hétszer MTV Movie Awardra a különböző filmjeiért. Ezen felül három Emmy-nominációval is büszkélkedhet, amit a Project Greenlight első három évadán végzett munkájáért érdemelt ki.
- 1998 – Oscar-díj – a legjobb eredeti forgatókönyv (Good Will Hunting)
- 2016 –  Golden Globe-díj – a legjobb vígjáték vagy musical színész (Mentőexpedíció)
- 1998 – Golden Globe-díj – a legjobb forgatókönyv (Good Will Hunting)
- 2007 –  Berlini Nemzetközi Filmfesztivál Ezüst Medve (Az ügynökség)
- 1998 – Berlini Nemzetközi Filmfesztivál Ezüst Medve (Good Will Hunting)
- 2024 – Golden Globe-díj jelölés – a legjobb vígjáték vagy musical színész (Air – Harc a legendáért)
- 2017 – Oscar-díj jelölés – a legjobb film (A régi város)
- 2016 – Oscar-díj jelölés – a legjobb színész (Mentőexpedíció)
- 2014 – Golden Globe-díj jelölés – a legjobb színész tévéfilmben vagy minisorozatban (Túl a csillogáson)
- 2010 – Oscar-díj jelölés – a legjobb férfi epizódszereplő (Invictus – A legyőzhetetlen)
- 2010 – Golden Globe-díj jelölés – a legjobb vígjáték vagy musical színész (Az informátor!)
- 2010 – Golden Globe-díj jelölés – a legjobb férfi epizódszereplő (Invictus – A legyőzhetetlen)
- 2000 – Golden Globe-díj jelölés – a legjobb drámai színész (A tehetséges Mr. Ripley)
- 1998 – Oscar-díj jelölés – a legjobb színész (Good Will Hunting)
- 1998 – Golden Globe-díj jelölés – a legjobb drámai színész (Good Will Hunting)

## Ajánlott irodalom
- Altman, Sheryl and Berk, Sheryl. Matt Damon and Ben Affleck: On and Off Screen. HarperCollins Publishers, 1998. ISBN 0-06-107145-5.
- Bego, Mark. Matt Damon: Chasing a Dream. Andrews Mcmeel Pub, 1998. ISBN 0-8362-7131-9.
- Diamond, Maxine and Hemmings, Harriet. Matt Damon a Biography. Simon Spotlight Entertainment, 1998. ISBN 0-671-02649-6.
- Nickson, Chris. Matt Damon: An Unauthorized Biography. Renaissance Books, 1999. ISBN 1-58063-072-3.